# 이란어군

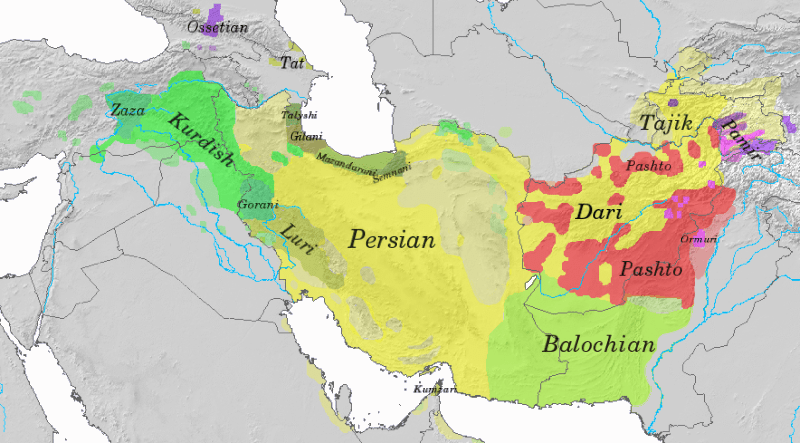

이란어군(영어: Iranian languages, Iranic languages)은 인도유럽어족 인도이란어파의 한 어군이다. 이 어군의 언어를 사용하는 민족을 이란족으로 총칭한다.
시대적으로 크게 고대 이란 제어(~ 400 BCE), 중세 이란 제어(400 BCE ~ 900 CE), 현대 이란 제어(900 CE ~)로 나눌 수 있다. 고대 이란어 중 명백히 기록된 것은 아케메네스 제국의 고대 페르시아어와 아베스타 경전에 쓰인 아베스타어 자료이다. 중세 이란어 중 잘 기록된 것은 사산 제국의 중세 페르시아어, 파르티아 제국의 파르티아어, 쿠샨 제국과 에프탈의 박트리아어이다.
오늘날 모어 화자의 수는 1억 5천만-2억 명에 달하며, 에스놀로그에 따르면 86개의 언어가 속한다. 인구가 많은 순으로 페르시아어, 파슈툰어, 쿠르드어, 루르어, 발루치어 등이 속하는데, 그 중 페르시아어는 세부적으로 이란 페르시아어, 다리어, 타지크어 등의 방언으로 나눌 수 있다.

## 분류
크게 동이란어군과 서이란어군으로 나뉜다.
- 서이란어군
  - 남서이란어군: 페르시아어와 관련 방언, 그리고 루르어가 화자의 대부분을 차지한다.
  - 북서이란어군: 남서이란어군(페르시아계 언어)을 제외한 '주변 언어'들을 묶은 분류로, 쿠르드어가 대표적이다.
- 동이란어군
  - 남동이란어군: 파슈토어와 파미르 제어를 포함한다.
  - 북동이란어군: 단 2개 언어, 곧 스키타이어에서 유래한 오세티야어와 소그드어에서 유래한 야그노비어로 이루어진다.